# بیت فائز (روستا)
بیت فائز (در عربی:  بیت فائِز )
نام روستایی است در دهستان بَنُو فایَش از توابع استان جَوف در کشور یمن در شبه جزیره عربستان.

## جمعیت
جمعیت آن (۷۰) نفر (۶ خانوار) می‌باشد.